# 815
| [ Edytuj tabelę ]          |                                                   |
| Hrabia Aragonii            | - 809 Aznar I 839                                 |
| Król Asturii               | - 791 Alfons II 842                               |
| Hrabia Barcelony           | - 801 Berà 820                                    |
| Cesarz Bizancjum           | - 813 Leon V Armeńczyk 820                        |
| Chan Bułgarii              | - 814 Omurtag 831                                 |
| Cesarz Chin                | - 806 Tang Xianzong 820                           |
| Król Franków wschodnich    | - 814 Ludwik I Pobożny 840                        |
| Cesarz Japonii             | - 809 Saga 823                                    |
| Władca Jutlandii           | - 812 Harald Klak 827                             |
| Kalif                      | - 813 Al-Mamun 833                                |
| Król Khmerów               | - 802 Dżajawarman II 850                          |
| Patriarcha Konstantynopola | - 806 Nicefor I 815 - 815 Teodot I Kassiteras 821 |
| Król Mercji                | - 796 Cenwulf 821                                 |
| Król Nortumbrii            | - 808 Eanred 840                                  |
| Książę Obodrzyców          | - 809 Sławomir 819                                |
| Papież                     | - 795 Leon III 816                                |
| Cesarz rzymski             | - 814 Ludwik I Pobożny 840                        |
| Doża Wenecji               | - 809 Angelo Partecipazio 827                     |

Rok 815 / DCCCXV
stulecia: VIII wiek ~
IX wiek ~
X wiek

lata: 805 «
810 «
811 «
812 «
813 «
814 «
815
» 816
» 817
» 818
» 819
» 820
» 825

## Urodzili się
- Metody z Tesaloniki - apostoł Słowian.